# Harvey Boone
Harvey G. Boone (* um 1898 in Newport News; † 1939) war ein US-amerikanischer Jazz-Saxophonist (Altsaxophon) und -Klarinettist.
Boone wuchs um die Jahrhundertwende an der Küste Virginias auf, bevor er mit Lucille Hegamin und ihren Blue Flame Syncopators aufnahm und um 1921 auf Tournee war. Danach lebte er in New York und studierte am New Haven Conservatory in Connecticut. 1926 spielte er mit Duke Ellington, mit dem er auch ins Studio ging, und 1929 bis 1931 bei Fletcher Henderson, wovon es auch Aufnahmen gibt. Ab etwa 1933 bis 1935 gehörte er zur Band von Noble Sissle (wahrscheinlich Altsaxophon auf Loveless Love, Decca 1934) und 1936/37 war er Mitglied in der Band von Don Redman. Danach lehrte er Musik in Atlanta. Er war selten als Soloist zu hören, aber zwischen 1921 und 1937 an 23 Aufnahmesessions beteiligt.